# Charisse Melany Moll
Charisse Melany Moll (Paramaribo, 27 juli 1985) is een Surinaams fotomodel en winnares van de Miss Suriname-verkiezing 2007.
Charisse Moll werd als winnares van Miss Suriname in 2007 uitgezonden als afvaardiging van Suriname naar de Miss World-verkiezing in China.